# ₩uNo
Woo Ji-seok (우지석; né le 11 mai 1990), communément connu sous le nom de Taewoon ou ₩uNo, est un chanteur, rappeur, parolier et producteur sud-coréen. Il a fait partie du boys band sud-coréen Speed ainsi que du groupe Coed School.

## Biographie
Taewoon, de son vrai nom "Woo Jiseok", est né le 11 mai 1990 dans Mapo-gu à Séoul en Corée du Sud. Taewoon a vécu au Japon pendant trois ans et a étudié à l'Université polytechnique de Tokyo. Lui et son petit frère Zico ont tous les deux été stagiaires pour Block B, mais il est parti avant de débuter et a rejoint l'agence Core Contents Media.

## Carrière

### Coed School (2010)
Le 30 septembre 2010, Taewoon a fait ses débuts en tant que membre de Coed School avec la sortie de leur single digitalToo Late,, suivi par un deuxième intitulé Bbiribbom Bberibbom trois semaines après. Le groupe a ensuite sorti leur mini-album Something That Is Cheerful And Fresh un mois après leurs débuts officiels. À cause de plusieurs scandales impliquant certains membres masculins fin 2010,,, MBK Entertainment a décidé de créer la sous-unité féminine F-ve Dolls en février 2011, et ont ajouté une nouvelle membre nommée Eunkyo. Une année plus tard, en février 2012, les membres masculins ont débuté dans la sous-unité masculine Speed. Un représentant de MBK Entertainment a révélé mi 2013 qu'ils n'avaient pas l'espoir que Coed School ne se reforme un jour, étant donné que les deux sous-unités avaient grandi et changé leur composition afin de devenir des groupes indépendants[réf. souhaitée].

### Speed (2012 à 2015)
Speed a tout d'abord sorti une cover masculine du single Lovey Dovey de T-ara, qu'ils ont intitulé 'Lovey Dovey Plus'. Taewoon est ensuite devenu le leader de Speed.
Ils ont fait leurs débuts officiels le 17 janvier 2013 avec la chanson It's Over, un morceau de dance electro. Le vidéoclip, un drama[précision nécessaire] de 15 minutes, s'inspire du soulèvement de Gwangju. On y voit les acteurs Park Bo-young, Ji Chang-wook, Ha Seok-jin ainsi que Son Na-eun du groupe Apink,,.
En octobre 2013, Taewoon et Sejoon (de Speed) sont allés à Los Angeles pour rencontrer Ray J et d'autres rappeurs afin d'enregistrer un nouveau morceau et un clip.
En mars 2015, Taewoon a officiellement annoncé son retrait du groupe afin de poursuivre une carrière solo tout en restant sous MBK Entertainment.

### Activités solo
En décembre 2012, Taewoon a sorti une piste solo nommée "Saturday Night".
Taewoon a aussi un groupe de rap nommé "Royal Class", qui se compose de lui-même, Roydo, Chancey The Glow, Sims de M.I.B, Konquest, KittiB et Mino de Winner.
En 2015, Taewoon a performé[précision nécessaire] dans le programme de Mnet Show Me the Money au cours de la quatrième saison.

### Travail en tant que producteur
En février 2014, Speed a fait un album produit par Taewoon, intitulé Speed Circus. Il a aussi produit les vidéoclips Why I'm Not et Don't Tease Me
. Il a sorti une autre piste solo appelée Focus lors du même mois
.
Début 2015, Taewoon a signé chez Doublekick Company et a pris le nom de scène ₩uNo en tant que producteur de musique.

## Discographie
| Année | Chanson                    | Album                        | Notes                                                                                     |
| ----- | -------------------------- | ---------------------------- | ----------------------------------------------------------------------------------------- |
| 2012  | Be With You                | Good To Seeya                | avec The SeeYa                                                                            |
| 2013  | Jeon Won Diary             | Jeon Won Diary (T-ara N4 EP) | avec T-ara N4                                                                             |
| 2013  | Painkiller                 | Tears of Mind                | avec Choi Sungmin, Seo Eunkyo des F-ve Dolls, Sung Yoojin de The SeeYa et Soyeon de T-ara |
| 2014  | Focus                      | Speed Circus                 | Solo                                                                                      |
| 2016  | Copy Ma Lyrics (내꺼 빼껴) | 내꺼 빼껴                    | ft. Nafla                                                                                 |
| 2016  | Fine Apple                 | Fine Apple                   | ft. Kriz                                                                                  |

### Mixtape
| Année | Chanson           | Album             | Notes       |
| ----- | ----------------- | ----------------- | ----------- |
| 2011  | Dear Fan          |                   |             |
| 2012  | Saturday Night    |                   |             |
| 2014  | Walkin' On Ma Way |                   | Royal Class |
| 2014  | I've Got A Wing   |                   |             |
| 2014  | Blind             |                   |             |
| 2014  | Zico's Hyung      |                   |             |
| 2014  | Hooted            |                   | Royal Class |
| 2014  | 5AM               | Doin' A Free Fall |             |
| 2014  | If God Had Tired  | Doin' A Free Fall |             |
| 2014  | In Order          | Doin' A Free Fall | ft. Dorothy |
| 2014  | Fall              | Doin' A Free Fall |             |
| 2014  | This F*cker       | Doin' A Free Fall | Royal Class |
| 2014  | 'Lost Star        | Doin' A Free Fall |             |

### Crédits de parolier
| Année | Chanson                                      | Artiste    | Album               | Label                   | Paroles | Paroles                               | Musique | Musique                   |
| Année | Chanson                                      | Artiste    | Album               | Label                   | Crédité | Avec                                  | Crédité | Avec                      |
| ----- | -------------------------------------------- | ---------- | ------------------- | ----------------------- | ------- | ------------------------------------- | ------- | ------------------------- |
| 2014  | Why I'm Not?                                 | Speed      | Speed Circus        | Core Contents Media     | Oui     | Radio Galaxi                          | Oui     | Radio Galaxi              |
| 2014  | Don't Tease Me! (Original Ver. & Vocal Ver.) | Speed      | Speed Circus        | Core Contents Media     | Oui     | -                                     | Oui     | IAM                       |
| 2014  | Hey Ma Lady                                  | Speed      | Speed Circus        | Core Contents Media     | Oui     | -                                     | Oui     | Radio Galaxi              |
| 2014  | Focus                                        | Taewoon    | Speed Circus        | Core Contents Media     | Oui     | -                                     | (no)    | -                         |
| 2014  | Zombie Party                                 | Speed      | Speed Circus        | Core Contents Media     | Oui     | -                                     | Oui     | Radio Galaxi              |
| 2015  | Ring My Bell                                 | Girl's Day | Love                | Dream T Entertainment   | Oui     | Long Candy                            | (no)    | -                         |
| 2015  | Cushion                                      | Sonamoo    | Cushion             | TS Entertainment        | Oui     | EastWest                              | Oui     | EastWest                  |
| 2015  | Where You At                                 | JJCC       | ACK MONG            | Jackie Chan Group Korea | Oui     | Duble Sidekick, Long Candy, David Kim | (no)    | -                         |
| 2015  | Trauma                                       | JJCC       | ACK MONG            | Jackie Chan Group Korea | Oui     | Radio Galaxi, David Kim               | (no)    | -                         |
| 2015  | Insomnia (Original Ver., Rap Ver. & Ver. 2)  | JJCC       | ACK MONG            | Jackie Chan Group Korea | Oui     | Duble Sidekick, Radio Galaxi          | (no)    | -                         |
| 2015  | PIPPI                                        | 2EYES      | NC                  | Sidus HQ                | Oui     | Long Candy                            | (no)    | -                         |
| 2016  | ToDay                                        | JJCC       | NC                  | Jackie Chan Group Korea | Oui     | Duble Sidekick                        | (no)    | -                         |
| 2016  | Love is You                                  | MAP6       | Swagger Time        | Dream T Entertainment   | Oui     | Duble Sidekick, Long Candy            | (no)    | -                         |
| 2016  | Uh-Gi-Yeo-Cha                                | MOMOLAND   | Welcome to MOMOLAND | Dublekick Company       | Oui     | Duble Sidekick, Yanggaeng             | Oui     | Duble Sidekick, Yanggaeng |

## Filmographie

### Dramas télévisés
| Année | Titre                 | Rôle           | Notes |
| ----- | --------------------- | -------------- | ----- |
| 2011  | Can You Hear My Heart | Un businessman |       |

### Émissions de variété
| Année | Titre                            | Chaîne  | Rôle         | Notes                                                                               |
| ----- | -------------------------------- | ------- | ------------ | ----------------------------------------------------------------------------------- |
| 2013  | All the KPOP                     | MBC     | Participant  | Épisode 34-35                                                                       |
| 2013  | Let's Go! Dream Team Season 2    | KBS2    | Participant  | Épisode 202                                                                         |
| 2013  | Beatles Code 2                   | Mnet    | Invité       | avec Kim Jungwoo, Sungmin et Davichi                                                |
| 2013  | Show Champion's "True Back Show" | MBC     | Présentateur |                                                                                     |
| 2013  | All the KPOP                     | MBC     | Participant  | avec Sungmin                                                                        |
| 2014  | Moon Hee Jun's Pure 15           | Mnet    | Invité       | avec Sungmin                                                                        |
| 2014  | Royal TV                         | YouTube | Casting      | Documentaire de Royal Class diffusé sur la chaîne YouTube officielle de Royal Class |
| 2014  | 4 Things Show                    | Mnet    | Invité       | Documentaire de Zico (épisode 18)                                                   |
| 2015  | Show Me the Money saison 4       | Mnet    | Participant  | Épisode 1-3                                                                         |
| 2016  | Show Me the Money saison 5       | Mnet    | Participant  | Épisode 2-4                                                                         |
| 2016  | Unpretty Rapstar saison 3        | Mnet    | Invité       | Épisode 5 (Unpretty Rapstar vs. SMTM5)                                              |

### Apparitions dans des vidéoclips
| Année | Artiste                    | Titre           | Notes       |
| ----- | -------------------------- | --------------- | ----------- |
| 2012  | T-ara                      | Lovey Dovey     | Zombie Ver. |
| 2012  | December                   | She's Gone      |             |
| 2012  | The SeeYa                  | Be With You     | Dance Ver.  |
| 2013  | T-ara N4                   | Jeon Won Diary  | Drama Ver.  |
| 2013  | T-ara N4                   | Jeon Won Diary  | Dance Ver.  |
| 2014  | Solo/Royal Class           | I've Got A Wing |             |
| 2014  | Solo/Royal Class           | Blind           |             |
| 2015  | Jakop, Raina, ₩uNo, DAYDAY | Allday Allnight |             |